# Patiente 69

Patiente 69 est un court métrage français de 20 minutes réalisé par Jean-Patrick Benes et Allan Mauduit sorti en 2004.

## Synopsis
Stéphane, jeune interne, effectue sa première nuit de garde dans une clinique psychiatrique. Surtout ne pénétrez jamais dans ce couloir, sera l'unique recommandation du médecin-chef avant de le laisser seul. Voilà exactement ce qu'il ne fallait pas dire à Stéphane.

## Fiche technique
- Titre : Patiente 69
- Réalisateurs : Jean-Patrick Benes et Allan Mauduit
- Scénaristes : Jean-Patrick Benes et Allan Mauduit
- Photographie :
- Musique :
- Son :
- Montage :
- Durée : 20 minutes

## Distribution
- Stefan Cuvelier : Bob
- Sylvie Weber : Anne
- Emmanuel Avena : Docteur Medvezatchev
- Macha Polikarpova : la patiente 69
- Yvon Martin : Stephan
- Paolo Raymond : l'homme à la camisole
- Niels Dubost : l'infermier
- Le chien : Paco

## Distinctions
(septembre 2008).
Si vous disposez d'ouvrages ou d'articles de référence ou si vous connaissez des sites web de qualité traitant du thème abordé ici, merci de compléter l'article en donnant les références utiles à sa vérifiabilité et en les liant à la section « Notes et références ».
Patiente 69 a remporté plusieurs festivals :
- Mouviz festival - 2006 (Nantes - Loire-Atlantique) 
  - Prix d'interprétation
  - Prix de la Fondation Beaumarchais
- Festival de la publicité / Forum des jeunes réalisateurs - 2005 - (Méribel - Haute-Savoie)
- Festival du film court - 2005 (Villeurbanne - Rhône) 
  - Prix du public
- Festival du film - 2005 (Sarlat - Dordogne) 
  - Prix coup de cœur du public
- Festival européen du court métrage insolite et fantastique "Court métrange" - 2005 (Rennes - Ille-et-Vilaine) 
  - Prix 13e rue
- Festival Jean Carmet - 2005 (Moulins sur Allier - Allier) 
  - Mention spéciale
  - Coup de cœur du jury junior
- Off courts - 2005 (Trouville-sur-Mer - Calvados) 
  - Prix du public de la ville de Trouville sur mer
- Les Hérault du Cinéma - 2005 (Cap d'Agde - Hérault) 
  - Prix de la réalisation
- Festival du court métrage - 2005 (Vélizy-Villacoublay - Yvelines) 
  - Prix du public 1re œuvre
- Mamers en mars - 2005 (Mamers - Sarthe) 
  - Prix du jury lycéen
- Festival du film d'action et d'aventures - 2005 (Valenciennes - Nord) 
  - Prix du jury
  - Prix d'interprétation masculine
  - Prix du public